# Ordem do Mérito de Brasília
A Ordem do Mérito de Brasília é uma ordem honorífica brasileira destinada a galardoar personalidades, civis ou militares, nacionais ou estrangeiras, que se tenham tornado dignas de gratidão ou da admiração do Povo e do Governo do Distrito Federal.

## História
Ordem do Mérito de Brasília foi criada pelo governo do Distrito Federal em 1971 através do decreto distrital nº 1596, de 27 de janeiro de 1971, publicado no Diário Oficial do Distrito Federal, na edição de 28 de janeiro de 1971.

## Feitura heráldica da insígnia
O artigo 4º do documento de criação dispõe que  a insígnia da Ordem será constituída por uma Cruz, no modelo da "Cruz de Brasília”, representada pela caderna de setas. Ilustrativas da Bandeira do Distrito Federal, esmaltada em branco, tendo ao centro um retângulo de fundo vermelho, no qual se insere a "Coluna de Brasília”, encimada pela legenda em dourado "MÉRITO BRASÍLIA".

## Galardoação
A Ordem do Mérito de Brasília será concedida:
- I - a pessoas que tenham prestado notáveis serviços ao País ou ao Distrito Federal,
- II - a pessoas que se hajam distinguido marcantemente no exercício de suas profissões e se constituído em exemplos para a coletividade,
- III - a pessoas que, de qualquer modo, hajam contribuído sobremaneira para o realce do nome do país no exterior ou do Distrito Federal;